# Arkista's Ring
Arkista's Ring es un videojuego desarrollado por NMK y distribuido por American Sammy para Nintendo Entertainment System en 1990. Perteneciente al género acción-aventura, el juego está ambientado en un mundo de fantasía, y se toma el papel de una mujer elfo llamada Christine, en su búsqueda para encontrar el anillo élfico de Arkista.